# معبد کونکای-کومیو
معبد کونکایکومیو (به ژاپنی: 金戒光明寺 Konkaikōmyō-ji)، یک معبد بودایی در  کیوتو، ژاپن است. این یکی از معبد سران فرقه جودو ( بوداگرایی پاک‌بوم) بودیسم است.
سامورایی‌های آیزو به خاطر این جمله‌شان معروف هستند: «حتی اگر برای عدالت بمیریم، برای گناه زندگی نمی‌کنیم .» قبر سامورایی‌های آیزو که برای این کلمات جان باختند، در معبد کونکای-کومیوجی واقع شده است، جایی که مقر شوگوشوکو کیوتو (محافظ کیوتو) در آن قرار داشت.